# Agua producida
Agua producida es un término usado en la industria petrolera para describir el agua que se produce junto con el petróleo y el gas. Los yacimientos de petróleo y gas tienen capas con agua natural (agua formada) que yace debajo de los hidrocarburos. Los yacimientos petrolíferos contienen generalmente grandes cantidades de agua, al contrario que los yacimientos de gas. Para lograr una máxima recuperación de petróleo en los pozos, se inyecta agua adicional dentro del pozo, que obliga al petróleo a salir a la superficie. Estas dos aguas, la producida y la inyectada, acaban saliendo a la superficie junto con el petróleo y, a medida que el pozo de petróleo se empobrece, la proporción de agua producida con el petróleo aumenta.
Históricamente, el agua producida se depositaba en grandes pozas de evaporación, algo inaceptable para el medio ambiente y para las poblaciones circundantes. Un ejemplo es lo ocurrido en los campos petroleros de Lago Agrio, donde se acumuló agua producida en piletas, cuyo contenido se acabó filtrando a los ríos y a la capa freática, lo cual causó una grave contaminación en las poblaciones cercanas. El documental Crudo trata sobre este suceso. El agua producida se considera en la actualidad un residuo industrial y, a los productores de gas metano de carbón (GMC), se les exige que reutilicen este residuo, ya que esta agua puede contener metales, materiales radiactivos, como el radio 226 o el radio 228, y compuestos orgánicos.
El agua se puede reutilizar de diversas maneras, como la inyección directa (inyectar el agua de nuevo dentro del pozo), ya que, según la Environmental Protection Agency (EPA), las aguas tienen que tratarse antes de verterlas de nuevo al medio.

## Alternativas de tratamiento
Hay tres alternativas de tratamiento:
1. Tratamiento físico: 
  - Adsorción: Aprovecha las fuerzas físicas, comúnmente las de Van der Wals, entre los contaminantes y diferentes minerales o matrices con gran área superficial para atrapar los contaminantes. Este mecanismo se denomina adsorción y las matrices comúnmente utilizadas son el carbón activado, la zeolita, las resinas y las arcillas. Con este procedimiento es fácil retener los compuestos orgánicos disueltos y algunos metales pesados. como por ejemplo los BTEX disueltos.
  - Filtros de arena: Remueven las partículas que posiblemente no fueron retenidas en el tanque de sedimentación. Para aplicar este proceso se recomienda que previamente se haya hecho una estabilización de pH, una estructura que retenga las partículas grandes en el agua y una tanque de aireación.
  - Ciclón: Es un centrifugador que separa la materia por sus propiedades físicas como la afinidad al agua.
2. Tratamiento químico: 
  - Precipitación Química: Sirve para remover los coloides o las partículas suspendidas modificando su configuración electrónica, es decir modificando la carga de las partículas para volverla más a fines a un coagulante especial y formar partículas más grandes, estos procesos son conocidos como floculación y coagulación.
  - Oxidación Química: Este tratamiento consiste en modificar la estructura química de los contaminantes por medio de agentes químicos muy oxidantes, catalizadores e irradiación ultravioleta para disminuir su grado de toxicidad. Se usa para compuestos fenólicos y en industrias de teñido.
3. Tratamiento biológico:
  - Consiste en el uso de microorganismos aerobios o anaerobios que degradan la materia orgánica en provecho de su metabolismo. Entre los procesos más utilizados están los reactores biológicos y tanques o lagunas de lodos activados.